# Ubc 프라임뉴스
《ubc 프라임뉴스》는 ubc TV에서 매주 월요일부터 목요일 오후 8시 30분, 금요일 오후 8시 20분, 일요일 오후 8시 25분에 방송 중인 울산 지역 메인 뉴스 프로그램이다.

## 앵커
| 대수 | 진행자 | 진행자 | 진행 기간                           | 비고                                        |
| 대수 | 남성   | 여성   | 진행 기간                           | 비고                                        |
| ---- | ------ | ------ | ----------------------------------- | ------------------------------------------- |
| 1대  | 윤태정 | 우지화 | 2001년 일자 미상 ~ 2005년 일자 미상 |                                             |
| 2대  | 김상명 | 우지화 | 2005년 일자 미상 ~ 2008년 일자 미상 |                                             |
| 3대  | 김상명 | 김명미 | 2008년 일자 미상 ~ 2012년 2월 연말  |                                             |
| 4대  | 윤주웅 | 김명미 | 2012년 일자 미상 ~ 2012년 일자 미상 |                                             |
| 5대  | 윤주웅 | 유지은 | 2012년 일자 미상 ~ 2013년 2월 22일  |                                             |
| 6대  | 편정택 | 유지은 | 2013년 2월 25일 ~ 2014년 일자 미상  | [ 2 ] [ 3 ] [ 4 ]                           |
| 7대  | 편정택 | 유다원 | 2014년 일자 미상 ~ 2018년 10월 26일 |                                             |
| 8대  | 편정택 | 박지혜 | 2018년 10월 29일 ~ 2019년 6월 28일  |                                             |
| 9대  | 편정택 | 장수정 | 2019년 7월 1일 ~ 2023년 2월 24일    |                                             |
| 10대 | 편정택 | 최지은 | 2023년 2월 27일 ~ 현재              | [ 5 ] [ 6 ] [ 7 ] [ 8 ] [ 9 ] [ 10 ] [ 11 ] |

## 한국 수어 통역사
- 허미영 수어사
- 심은경 수어사

## 제공 시보
- 춘해보건대학교
- 울산과학기술원
- 에어플러스 매직썬가든
- SK이노베이션